# Falowa teoria światła
Falowa teoria światła – teoria, zgodnie z którą światło traktuje się jako falę elektromagnetyczną. Uważa się dziś, że zjawiska charakterystyczne dla fal, jak na przykład interferencję światła można wyjaśnić tylko za jej pomocą. Jednakże w przeciwieństwie do opozycyjnej teorii korpuskularnej teoria falowa nie jest w stanie wyjaśnić innych zjawisk, jak na przykład efektu fotoelektrycznego. Przyjmuje się więc, iż światło ma naturę dualną.

## Historia
Pierwszymi przesłankami świadczącymi o falowej naturze światła były wyniki obserwacji interferencji, dyfrakcji i polaryzacji światła uzyskane przez Francesco Marię Grimaldiego. On też jako jeden z pierwszych zaczął podejrzewać, iż światło jest falą. Jego opinię podzielał Robert Hooke, jednak właściwym początkiem teorii falowej był rok 1678, gdy Christiaan Huygens przedłożył Akademii Paryskiej pracę pt. „Traité de la lumière”. Niedługo później rozwój teorii falowej praktycznie zatrzymał się aż do roku 1801, w którym Thomas Young wykonał doświadczenie, w którym wyznaczył przybliżoną wartość długości fali światła. Ponowne odkrycie polaryzacji światła w 1809 r. przez Étienne Louisa Malusa skłoniły Younga do wysunięcia tezy, iż światło jest falą, co było sprzeczne z ówczesnymi poglądami dotyczącymi natury światła rozpropagowanymi przez Isaaca Newtona.
W 1819 roku François Arago i Augustin Jean Fresnel wykazali doświadczalnie, że promienie światła spolaryzowane w płaszczyznach prostopadłych do siebie nie interferują ze sobą, Był to dowód poprzeczności fal światła. Gdy w 1861 roku James Clerk Maxwell opublikował swoje słynne równania, okazało się, iż dopuszczają one możliwość rozchodzenia się poprzecznych fal elektromagnetycznych z taką prędkością, jak wyznaczona wcześniej niezależnie m.in. przez Armanda Fizeau i Leona Foucaulta prędkość światła, tzn. ok. 3x108 m/s. Nasunął mu się więc wniosek, iż światło jest taką właśnie falą.